# Jorge Cayuela Peiró
Jorge Cayuela Peiró (Badalona, 19 september 1944) is een gewezen Spaanse voetballer van onder meer RSC Anderlecht en Valencia CF.

## Carrière
De jonge Cayuela begon bij de jeugd van CF Badalona, de voetbalclub uit zijn geboortedorp. De talentvolle middenvelder mocht al op 16-jarige leeftijd debuteren in het A-elftal van de club. In geen tijd werd zijn jonge leeftijd door verscheidene clubs opgemerkt. Ook het Belgische Excelsior Virton kwam informeren. Cayuela besloot uiteindelijk om in te gaan op het aanbod van Virton en voetbalde dus nu in de vierde klasse in België.
De Spanjaard werd een vaste waarde bij Excelsior Virton en scoorde regelmatig. In 1964 was hij goed voor 17 doelpunten in 29 wedstrijden. Dat merkte ook RSC Anderlecht en het bood hem een contract aan. Cayuela ging akkoord en maakte de enorme stap van vierde naar eerste klasse. In zijn eerste seizoen kon hij rekenen op 17 wedstrijden als basisspeler. Bij Anderlecht speelde hij op het middenveld aan de zijde van Jef Jurion en Martin Lippens. In 1965 werd hij landskampioen en winnaar van de Beker van België. Ook de twee volgende seizoenen won hij de titel, maar spelen deed hij zelf nog amper. In beide seizoenen stond hij slechts vier keer in het basiselftal.
Cayuela veranderde dan maar van club en besloot terug naar zijn vaderland te verhuizen. In Spanje ging hij aan de slag bij het bekende Valencia CF. Daar speelde hij regelmatig in zijn eerste seizoen, maar een jaar later kwam hij nooit op het veld. In 1969 knokte hij zich dan weer terug in de ploeg. Toch had de kleine middenvelder het ook hier niet naar zijn zin en dus ging hij op zoek naar meer speelkansen.
En die vond Cayuela in de Spaanse Segunda División A. Hij sloot zich aan bij CD Castellón en werd een belangrijke kernspeler. In 1972 dwong de club de promotie naar de Primera División af. In 1974 stopte Cayuela met voetballen op het hoogste niveau.

## Clubs
| Seizoen  | Club             | Competitie              |
| -------- | ---------------- | ----------------------- |
| 1960-'61 | CF Badalona      | Segunda División B      |
| 1960-'61 | Excelsior Virton | Belgische vierde klasse |
| 1961-'62 | Excelsior Virton | Belgische vierde klasse |
| 1962-'63 | Excelsior Virton | Belgische vierde klasse |
| 1963-'64 | Excelsior Virton | Belgische vierde klasse |
| 1964-'65 | RSC Anderlecht   | Belgische eerste klasse |
| 1965-'66 | RSC Anderlecht   | Belgische eerste klasse |
| 1966-'67 | RSC Anderlecht   | Belgische eerste klasse |
| 1967-'68 | Valencia CF      | Primera División        |
| 1968-'69 | Valencia CF      | Primera División        |
| 1969-'70 | Valencia CF      | Primera División        |
| 1970-'71 | CD Castellón     | Segunda División A      |
| 1971-'72 | CD Castellón     | Segunda División A      |
| 1972-'73 | CD Castellón     | Segunda División A      |
| 1973-'74 | CD Castellón     | Segunda División A      |